# 거리로 나온 넷우익
《거리로 나온 넷우익》은 2012년에 고단샤를 통해 출판된 야스다 고이치의 논픽션으로 저자는 이 책으로 인해 일본 저널리스트 협회상, 제34회 고단샤 논픽션 상을 수상, 그리고 제44회 오야소이치 논픽션 상의 후보에 올랐다. 한국에는 2013년 5월 27일, 후마니타스를 통해 완역 출간되었다. 번역자는 김현욱. 일본에서 영문학을 전공한 김현욱은 이 책을 통해 처음으로 번역가로 데뷔했다. 일본어 원제는 《인터넷과 애국 재특회의 어둠을 쫓아서》(일본어: ネットと愛国　在特会の「闇」を追いかけて ネットとあいこく ざいとくかいのやみをおいかけて[*])

## 같이 보기
- 행동하는 보수
- 재일 특권
- 넷 우익
- 사쿠라이 마코토
- 니시무라 슈헤이
- 스즈키 노부유키